# Lifuta (köpinghuvudort i Kina, Hunan Sheng, lat 29,34, long 110,07)
Lifuta är en köpinghuvudort i Kina. Den ligger i provinsen Hunan, i den södra delen av landet, omkring 310 kilometer nordväst om provinshuvudstaden Changsha. Antalet invånare är 16 902. Befolkningen består av 8 150 kvinnor och 8 752 män. Barn under 15 år utgör 20,0 %, vuxna 15-64 år 67 %, och äldre över 65 år 11,0 %.
Runt Lifuta är det ganska tätbefolkat, med 139 invånare per kvadratkilometer. Närmaste större samhälle är Tawo, 20,0 km sydväst om Lifuta. I omgivningarna runt Lifuta växer i huvudsak blandskog.
Genomsnittlig årsnederbörd är 1 738 millimeter. Den regnigaste månaden är september, med i genomsnitt 307 mm nederbörd, och den torraste är december, med 21 mm nederbörd.